# Isse Ismail
Isse Ahmed Ismail, född 8 mars 1999 i Växjö, är en svensk-somalisk fotbollsspelare som spelar för IF Haga.

## Klubbkarriär
Ismails moderklubb är Lenhovda IF. Han gick därefter till IFK Osby och spelade 15 matcher samt gjorde tre mål för klubben i Division 4 2017. 2018 gick Ismail till IFK Värnamo. Han debuterade i Superettan och gjorde ett mål den 30 juni 2021 i en 3–2-förlust mot IK Brage. Efter säsongen 2021 lämnade Ismail klubben.
I januari 2022 gick Ismail till IFK Haninge.
Den 25 januari 2024 blev Ismail klar för Husqvarna FF.

## Landslagskarriär
I maj 2021 blev Ismail uttagen i Somalias landslag. Ismail debuterade den 15 juni 2021 i en 1–0-förlust mot Djibouti, där han blev inbytt på övertid mot Liban Abdulahi.